# Waterford (Vermont)
Pour les articles homonymes, voir Waterford.
Waterford est une ville du comté de Caledonia, dans l’État du Vermont, aux États-Unis, sur la rive ouest du fleuve Connecticut. Sa population était de 1 268 habitants en 2020 selon le recensement officiel. Elle est estimée à 1 301 habitants en 2025 d’après World Population Review.

## Histoire
La ville est créée par charte le 8 novembre 1780, sous le nom de Littleton. En 1797, le nom est changé pour Waterford, afin d’éviter la confusion avec Littleton (New Hampshire) et faire référence soit à la ville de Waterford en Irlande, soit à un gué traversant le Connecticut à cet endroit[réf. à confirmer].
Les premiers colons s’établissent vers 1783, formant de petits hameaux comme Upper, Lower et West Waterford.

## Géographie
Waterford couvre 102,9 km² (dont 3,7 km² d’eau, soit 3,6 %). Elle est bordée à l’est par le Connecticut, frontière avec le New Hampshire, et traversée par les autoroutes I‑93 et I‑91, ainsi que la Route 18.
Le point culminant est Fuller Hill (~ 615 m).

## Démographie
- En 2000, population de 1 104 habitants, majoritairement blanche (98,6 %)[5].
- En 2020, 1 268 habitants (12,8 hab./km²)[1].
- En 2025, estimée à 1 301 habitants, âge médian de 45,2 ans, revenu médian des ménages d’environ 103 000 $[2][6].
- Revenu par habitant de 44 388 $, taux de pauvreté ~6,6 %[7].

## Villages et lieux
La ville comprend les hameaux suivants : Upper Waterford, Lower Waterford (aussi appelé « White Village » ou « Pucker Street »), West Waterford et Waterford Hollow. 
Upper Waterford a été submergé en 1957 lors de la création du réservoir Moore. 
Lower Waterford reste le centre principal, avec l’église, la bibliothèque Davies et l’auberge Rabbit Hill Inn.

## Patrimoine
- Lower Waterford Congregational Church (1859), inscrite au National Register en juillet 2019[9].
- West View Farm (1903), ferme avec grange ronde, inscrite en 1995[10].
- Lee Farm (1859), inscrite en 1983[11].
- Moore Reservoir, barrage hydroélectrique construit en 1957[3].

## Économie et culture
L’agriculture (avec plusieurs fermes historiques), le tourisme rural (notamment le Rabbit Hill Inn) et le télétravail sont les piliers économiques.
Waterford présente l’un des plus hauts revenus médians des ménages du Northeast Kingdom.

## Climat
Climat continental humide : étés chauds (~27 °C max), hivers froids (~–16 °C min), précipitations annuelles d’environ 96 cm, neige annuelle ~190 cm.
Le climat du Vermont est affecté par le changement climatique (augmentation des précipitations, événements extrêmes).